# كأس الكؤوس الأوروبية 1984–85
كأس الكؤوس الأوروبية 1984–85  هو الموسم 25 من  كأس الكؤوس الأوروبية. أقيم خلال الفترة 19 سبتمبر 1984 وحتى 15 مايو 1985، والذي يشرف على تنظيمه الاتحاد الأوروبي لكرة القدم، وكان عدد الأندية المشاركة فيه  32، وفاز فيه نادي إيفرتون.

## نتائج الموسم
| المركز | فريق         | لعب | ف | ت | خ | له | عليه | ف.أ | نقاط | ملاحظة |
| ------ | ------------ | --- | - | - | - | -- | ---- | --- | ---- | ------ |
|        | نادي إيفرتون |     |   |   |   |    |      |     |      |        |